# Megachile manchuriana
Megachile manchuriana là một loài Hymenoptera trong họ Megachilidae. Loài này được Yasumatsu mô tả khoa học năm 1939.